# Tanville
Tanville é uma comuna francesa na região administrativa da Normandia, no departamento Orne. Estende-se por uma área de 13,06 km². Em 2010 a comuna tinha 237 habitantes (densidade: 18,1 hab./km²).